# Мочола
Мочола́ —  село в Україні, у Закарпатській області, Берегівському районі. Село розташоване в 6 км від районного центру і залізничної станції Берегово.

## Герб
Щит перетятий чорним і червоним. У першій частині золота графська корона, що супроводжується знизу двома срібними лезами коси, покладеними в стовп, нижнє вліво. У другій частині срібний лемеш плуга, що супроводжується справа золотим колосом, покладеним дугоподібно.

## Історія
Вперше  згадується в письмових джерелах у 1327 році, як Machala. Назву село дістало від болота, що знаходилося навколо поселення. На той час село належало поміщику з іменем  Péter fia Marcelli, разом із сусідніми селами Бучу (нині пригород Берегова) та Чома.  В 1566 р. село було пограбоване татарами.

Неподалік від реформатської церкви знаходиться цікава будівля, який загрожує знищення. Це колишня садиба, збудована наприкінці 19-го століття, належала єврейському лікареві Розенфельду. В радянський час приміщення використовувалось для господарських потреб науково-дослідницького аграрного інституту. Згодом частину будинку віддали під житло двом родинам працівників інституту. Парадна частина, що нині є нежилою, стрімко руйнується. Сільрада не має грошей на її ремонт, родини, що живуть в цілій частині будинку, також не в змозі ані викупити другу частину, ані тим більше зробити там капітальний ремонт.
Цікавим  архітектурним об’єктом  є будівля Мочолівської сільради, яка розмістилася в старовинному, кінця 19-го століття, будинку сільської управи.

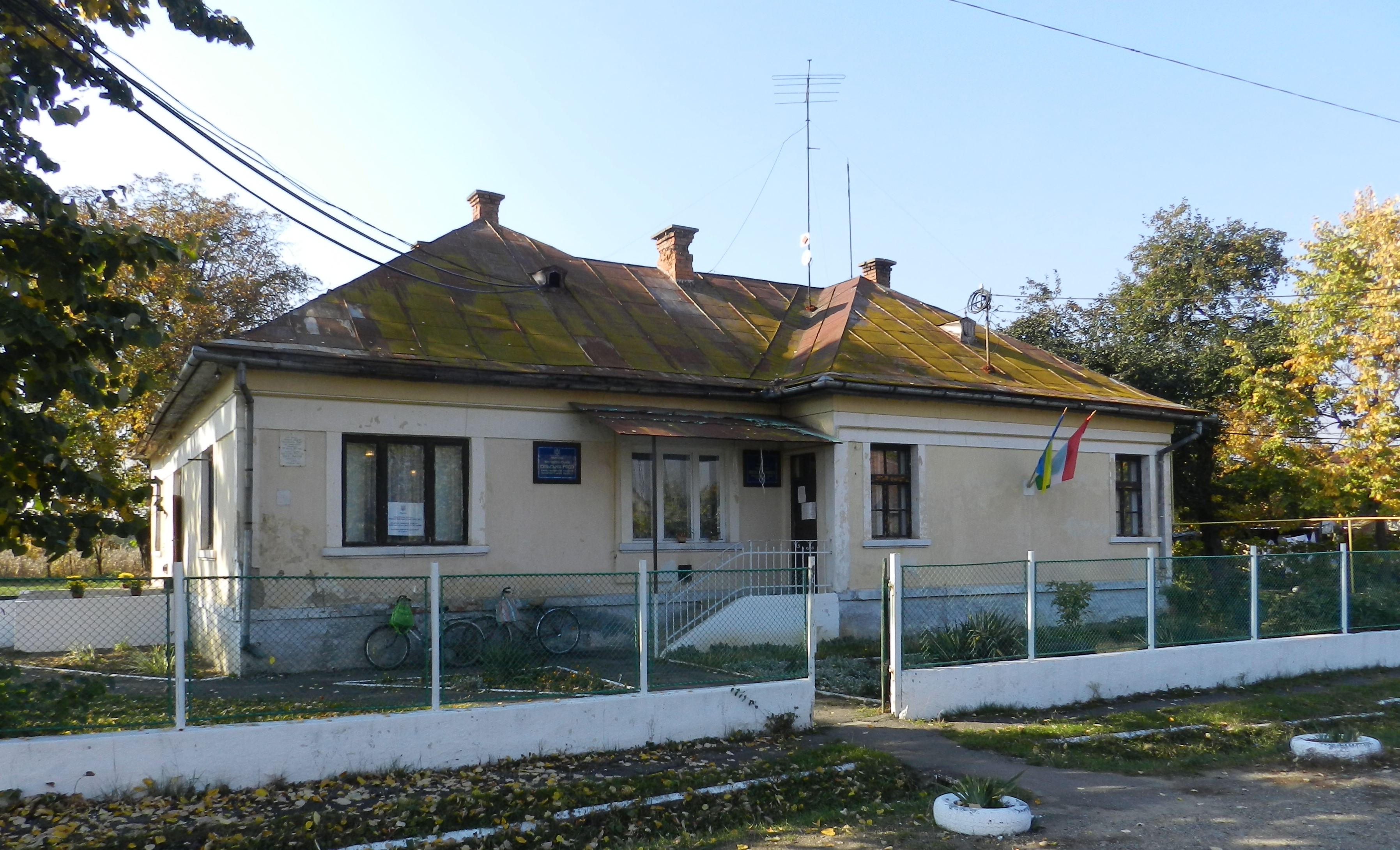
Будівля колишньої сільської управи (нині - сільрада), кінець ХІХ ст.

Будівля сільської школи зведена в 1892 р., нині в ній знаходиться дитячий садок.

## Релігія
В селі діють дві церкви. Римо-католицька побудована в 1927 році.
Реформатська церква побудована в 1843 році, реставрувалась в 1984 р.

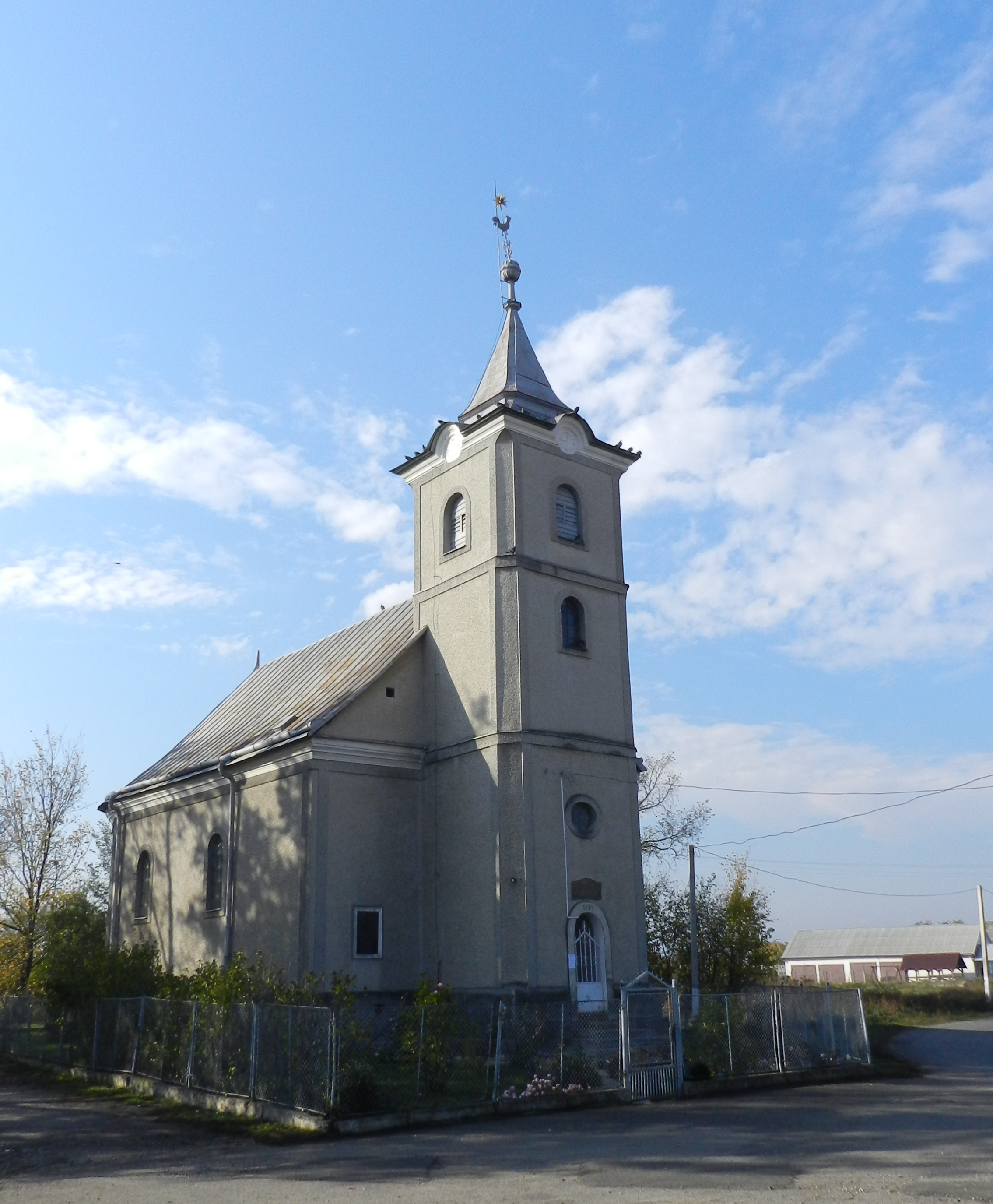
Реформатська церква, 1843 р.

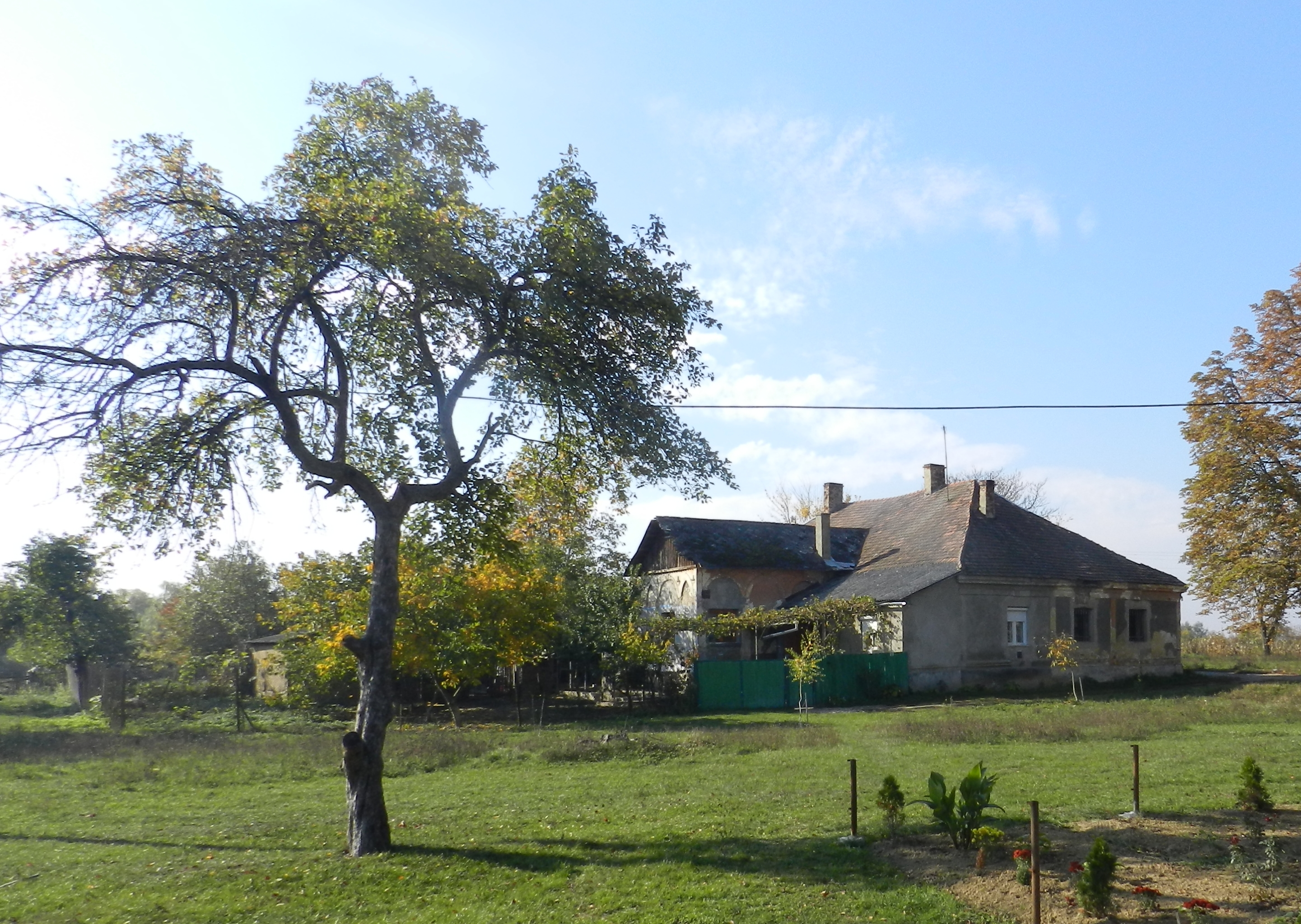
Садиба Розенфельда, кінець ХІХ ст.

На цвинтарі села знаходиться пам”ятник, який побудований у 1991 році учасникам, ІІ світової війни та пам”яті жертв сталінських репресій.

## Туристичні місця
-  садиба, збудована наприкінці 19-го століття, Розенфельда
- будинок сільської управи.

## Джерела

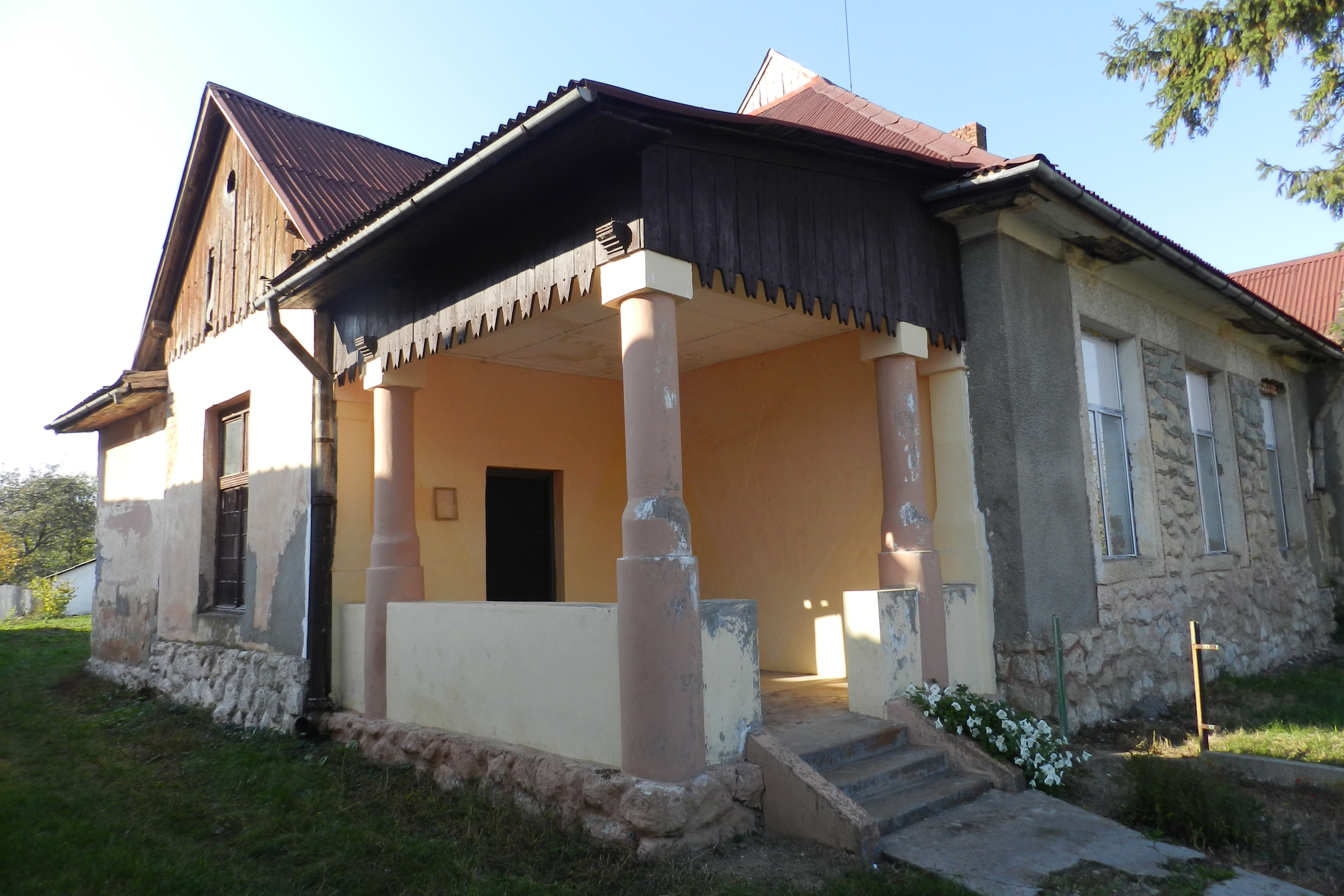
Будівля школи (1892 р.), нині - дитячий садок